# Tokyo Vice
Tokyo Vice is een Amerikaanse misdaadserie die is geschreven door J.T. Rogers en is gebaseerd op het gelijknamige boek uit 2009 van Jake Adelstein. De serie werd voor het eerst uitgezonden op 7 april 2022 op HBO Max. Begin 2024 volgde een tweede seizoen.

## Plot
De Amerikaanse journalist Jake Adelstein verhuist naar de Japanse hoofdstad Tokio, waar hij na het toelatingsexamen als eerste gaijin komt te werken bij de Meicho Shimbun, een grote krant. Hij begint onderaan de ladder en raakt na een reeks incidenten bevriend met de doorgewinterde politiedetective Katagiri. Jake komt al snel in aanraking met de donkere en gevaarlijke kant van de Yakuza.

## Rolverdeling
- Ansel Elgort als Jake Adelstein
- Ken Watanabe als Hiroto Katagiri
- Rachel Keller als Samantha Porter
- Rinko Kikuchi as Emi Maruyama
- Shun Sugata als Hitoshi Ishida
- Show Kasamatsu als Sato
- Yosuke Kubozuka als Naoki Hayama
- Ayumi Tanida als Shinzo Tozawa
- Ella Rumpf als Polina
- Hideaki Ito als Jin Miyamoto
- Tomohisa Yamashita als Akira

## Afleveringen
| Seizoen | Afleveringen | Uitgezonden vanaf |
| ------- | ------------ | ----------------- |
| 1       | 8            | 7 april 2022      |
| 2       | 10           | 8 februari 2024   |